# Kubak Belarusi 2015-2016
La Coppa di Bielorussia 2015-2016 (in bielorusso Кубак Беларусі, Kubak Belarusi) è stata la 25ª edizione del torneo. Il torneo è iniziato il 25 maggio 2015 e si è concluso il 21 maggio 2016 con la finale. La vincente della competizione si qualifica per i preliminari della UEFA Europa League 2016-2017. Il torneo è stato vinto per la prima volta dal Tarpeda-BelAZ Žodzina, che in finale ha sconfitto ai rigori i detentori del trofeo del BATE Borisov.

## Primo turno
| Squadra 1          | Risultato       | Squadra 2              |
| ------------------ | --------------- | ---------------------- |
| 23 maggio 2015     |                 |                        |
| Zhodino 2007       | 0 - 1           | Luch Minsk             |
| Zarya Krugloe      | 3 - 0           | MKK-Dnepr              |
| Grodnensky         | 1 - 2           | Kolos-Druzhba          |
| FC Molodechno-2013 | 0 - 1           | Lyuban                 |
| Brestzhilstroy     | 4 - 4 (4-3 dcr) | Klečask Kleck          |
| Žlobin             | 3 - 1           | Viktoria Maryina Gorka |
| 24 maggio 2015     |                 |                        |
| Hazavik Vicebsk    | 5 - 3           | Torpedo Mogilev        |

## Secondo turno
| Squadra 1             | Risultato | Squadra 2          |
| --------------------- | --------- | ------------------ |
| 10 giugno 2015        |           |                    |
| Priozerie             | 0 - 3     | Ljakamatyŭ Homel'  |
| Kolos-Druzhba         | 1 - 2     | Oshmyany           |
| Spartak Shklov        | 2 - 1     | Uzda               |
| Krutogorye            | 0 - 3     | Byaroza 2010       |
| Hazavik Vicebsk       | 1 - 6     | Orša               |
| Žlobin                | 1 - 3     | Rečyca-2014        |
| Brestzhilstroy        | 1 - 3     | Krumkačy Minsk     |
| Lyuban                | 2 - 4     | Lida               |
| Vertikal Kalinkovichi | 1 - 5     | Slonim             |
| Molodechno-DYuSSh 4   | 0 - 5     | Smaljavičy-STI     |
| Zarya Krugloe         | 0 - 3     | Baranavičy         |
| Asipovičy             | 0 - 1     | Kobrin             |
| Tarpeda Minsk         | 0 - 4     | Chimik Svetlahorsk |
| Volna Pinsk           | 2 - 0     | Zorka-BDU Minsk    |
| Zhdanovichi           | 1 - 6     | Haradzeja          |
| Luch Minsk            | 1 - 3     | Dnjapro Mahilëŭ    |

## Terzo turno
| Squadra 1                       | Totale | Squadra 2         | Andata | Ritorno |
| ------------------------------- | ------ | ----------------- | ------ | ------- |
| 16 luglio 2015 / 1º agosto 2015 |        |                   |        |         |
| Dnjapro Mahilëŭ                 | 2 – 7  | Naftan            | 0 – 4  | 2 – 3   |
| 16 luglio 2015 / 2 agosto 2015  |        |                   |        |         |
| Baranavičy                      | 1 – 3  | Slavija-Mazyr     | 1 – 1  | 0 – 2   |
| 17 luglio 2015 / 1º agosto 2015 |        |                   |        |         |
| Ljakamatyŭ Homel'               | 3 – 4  | Belšyna           | 1 – 2  | 2 – 2   |
| 18 luglio 2015 / 1º agosto 2015 |        |                   |        |         |
| Krumkačy Minsk                  | 2 – 6  | Sluck             | 2 – 2  | 0 – 4   |
| Lida                            | 3 – 5  | Smarhon'          | 0 – 2  | 3 – 3   |
| Spartak Shklov                  | 2 – 8  | BATĖ Borisov      | 2 – 1  | 0 – 7   |
| Chimik Svetlahorsk              | 2 – 5  | Islač             | 0 – 2  | 2 – 3   |
| Volna Pinsk                     | 1 – 5  | Vicebsk           | 1 – 3  | 0 – 2   |
| Haradzeja                       | 0 – 2  | Minsk             | 0 – 0  | 0 – 2   |
| Rečyca-2014                     | 0 – 6  | Nëman             | 0 – 0  | 0 – 6   |
| Oshmyany                        | 2 – 8  | Hranit Mikašėvičy | 1 – 3  | 1 – 5   |
| Dinamo Brėst                    | 5 – 4  | Byaroza 2010      | 3 – 1  | 2 – 3   |
| 18 luglio 2015 / 2 agosto 2015  |        |                   |        |         |
| Kobrin                          | 0 – 6  | Homel'            | 0 – 2  | 0 – 4   |
| 19 luglio 2015 / 2 agosto 2015  |        |                   |        |         |
| Orša                            | 1 – 16 | Tarpeda-BelAZ     | 0 – 5  | 1 – 11  |
| Slonim                          | 2 – 18 | Šachcër Salihorsk | 1 – 10 | 1 – 8   |
| Dinamo Minsk                    | 7 – 2  | Smaljavičy-STI    | 2 – 0  | 5 – 2   |

## Ottavi di finale
| Squadra 1                      | Totale         | Squadra 2         | Andata | Ritorno |
| ------------------------------ | -------------- | ----------------- | ------ | ------- |
| 8 settembre / 15 novembre 2015 |                |                   |        |         |
| Minsk                          | 4 – 4 (g.f.c.) | Slavija-Mazyr     | 2 – 1  | 2 – 3   |
| 12 - 16 novembre 2015          |                |                   |        |         |
| Naftan                         | 3 – 2          | Dinamo Brėst      | 3 – 1  | 0 – 1   |
| 14 - 18 novembre 2015          |                |                   |        |         |
| Vicebsk                        | 2 – 4          | Šachcër Salihorsk | 1 – 1  | 1 – 3   |
| 14 - 21 novembre 2015          |                |                   |        |         |
| Homel'                         | 0 – 5          | Sluck             | 0 – 3  | 0 – 2   |
| 19 - 23 novembre 2015          |                |                   |        |         |
| Belšyna                        | 4 – 1          | Islač             | 3 – 0  | 1 – 1   |
| 19 - 25 novembre 2015          |                |                   |        |         |
| Smarhon'                       | 1 – 9          | Tarpeda-BelAZ     | 0 – 5  | 1 – 4   |
| 20 - 29 novembre 2015          |                |                   |        |         |
| BATĖ Borisov                   | 8 – 1          | Hranit Mikašėvičy | 5 – 0  | 3 – 1   |
| 21 - 30 novembre 2015          |                |                   |        |         |
| Dinamo Minsk                   | 2 – 1          | Nëman             | 1 – 1  | 1 – 0   |

## Quarti di finale
| Squadra 1                | Totale | Squadra 2         | Andata | Ritorno        |
| ------------------------ | ------ | ----------------- | ------ | -------------- |
| 19 marzo / 6 aprile 2016 |        |                   |        |                |
| Minsk                    | 2 – 0  | Šachcër Salihorsk | 2 – 0  | 0 – 0          |
| BATĖ Borisov             | 3 – 0  | Sluck             | 1 – 0  | 2 – 0          |
| 20 marzo / 6 aprile 2016 |        |                   |        |                |
| Naftan                   | 4 – 2  | Belšyna           | 1 – 1  | 3 – 1 (d.t.s.) |
| Dinamo Minsk             | 1 – 2  | Tarpeda-BelAZ     | 1 – 0  | 0 – 2 (d.t.s.) |

## Semifinali
| Squadra 1                 | Totale         | Squadra 2    | Andata | Ritorno |
| ------------------------- | -------------- | ------------ | ------ | ------- |
| 20 aprile / 4 maggio 2016 |                |              |        |         |
| Naftan                    | 2 – 2 (g.f.c.) | BATĖ Borisov | 2 – 2  | 0 - 0   |
| Tarpeda-BelAZ             | 2 – 1          | Minsk        | 1 – 1  | 1 – 0   |

## Finale
| Arbitro: | Aljaksej Kul'bakoŭ |

|                                               |                      |                                        |
| Ivanić Jablonskyj Stasevič M. Valadz'ko Dubra | Tiri di rigore 2 – 3 | Klapocki Kvašuk Čumak Šapoval Trapaško |